# Lonquimay (Vulkan)
Der Lonquimay ist ein aktiver Vulkan zwischen den Nationalen Schutzgebieten Reserva Nacional Malalcahuello und Reserva Nacional Nalcas im Nordosten Araukaniens in Chile. Im Süden liegt die Ortschaft Malalcahuello, durch welche die internationale Passstraße CH-181 nach Argentinien führt. Die Ortschaft Lonquimay liegt 21 km in südöstlicher Richtung.
Der Vulkan ist umgeben von den Vulkanen Tolhuaca (2806 m) im Norden und Sierra Nevada (2550 m) sowie Llaima (3125 m) im Süden.

## Geografie
Der aktive Vulkan ist ein Kegelberg mit einem abgeschnittenen elliptischen Krater, dessen Durchmesser etwa 700 Meter beträgt. Er besteht größtenteils aus Andesit, Basalt und Dacit.
Die Südflanke bedeckt ein schmaler Gletscher auf einer Ausdehnung von rund 30 Hektar.
Eruptionen fanden 1853, 1887, 1889, 1933 und 1940 statt. Während der letzten Eruption, die am 25. Dezember 1988 begann und zwei Jahre andauerte, bildete sich der sogenannte Weihnachtskrater (Crater Navidad) nordöstlich des Hauptkraters.
An den Berghängen sammelt sich Wasser, welches den Río Cautín speist.

## Wege zum Gipfel
Der Aufstieg auf den Lonquimay führt über den Südosthang. Startpunkt ist die Berghütte des Skizentrums Corralco auf rund 1.600 Metern Höhe, zu der eine Schotterpiste führt und an der man sich registrieren und eine Gebühr für den Aufstieg zahlen muss. Der Aufstieg ist zunächst leicht zu bewältigen, im oberen Drittel erschweren jedoch Asche und Geröll die Trittsicherheit. Am Gipfel ist Schwindelfreiheit erforderlich.

## Flora und Fauna
Die Umgebung des Vulkans ist geprägt von Araukarienwäldern (Araucaria araucana). Außerdem sind die Chilezeder (Austrocedrus chilensis), die Pflaumen-Steineibe (Prumnopitys andina), der Canelo-Baum (Drimys winteri), die Lenga-Südbuche (Nothofagus pumilio) sowie die Coihue-Südbuche (Nothofagus dombeyi) anzutreffen.
Zu den im Nationalpark Malalcahuello anzutreffenden Tieren zählen der Argentinische Kampfuchs (Pseudalopex griseus), der Andenkondor (Vultur gryphus), der Magellanspecht (Campephilus magellanicus), der chilenische Wellensittich (Enicognatus leptorhynchus) und der Puma (Felis concolor).